# Prezrenje
Prezrenje je naselje v Občini Radovljica.